# Walther G. Jensen
Walther G. Jensen (1908-1997) var en dansk komponist. Det Kongelige Bibliotek har en samling på ca. 70 nodemanuskripter med hans musik, men en del af kammermusikken er trykt og udgivet af ”Edition Samfundet”. Det drejer sig om: 3 sonater for violin og klaver, 2 sonater for viola og klaver, 2 solosonater for violin, 1 strygekvartet og 6 andre stykker for diverse besætninger samt 2 sange for mezzosopran, klaver og violin.

## Værkerne
- Heksekøkken for orkester, op. 1 (1940)
- Suite for orkester G-dur, op. 2 (1941)
- Sonate for violin og klaver, op. 4 (1942)
- Symfoni F-dur, op. 5 (1942)
- 3 Intermezzi for orkester, op. 6 (1943)
- Sonate for fløjte og klaver, op. 7 (1943)
- Sankt Jørgen og dragen – Symfonisk ouverture, op. 8 (1944)
- Et julespil for sopran og strygere, op. 9 (1944 – Nodemateriale bortkommet)
- Strygekvartet, op. 11 (1945)
- Kammersymfoni, op. 12 (1945)
- 5 Inventioner for 2 violiner, op. 13 (1945)
- Sommer i Danmark, 4 sange for sopran og klaver, op. 14 (tekst: Kai Hoffmann – 1946)
- Den blinde piges forår, op. 16 (fløjte og sopran – 1946)
- Aleksanders Fest – for solo, kor og orkester, op. 17 (tekst: John Dryden)
- 4 klaverstykker, op. 18 (1947)
- Concertino for fløjte, cello/fagot og strygere, op. 19 (1947)
- Suite II for orkester, op. 20 (1955)
- Sonate nr. 1 for viola og klaver, op. 21 (1956)
- Klaversonate, op. 22 (1958)
- Symfoni op. 23 (1958)
- 2 mandskorsange, Op. 24 (1958)

1. The Poet (tekst: Ralph Waldo Emerson – 1951)
2. Igen (tekst: Horats, overs. Vilh. Andersen)

- Madrigal "Zenophila" for bl. kor, op. 25 (1959) (tekst: Meleagros/Otto Gelsted)
- Suite III for orkester, op. 26 (1959)
- Koncertouverture for strygere og blandet kor, op. 27 (1960)
- Symfoni II, op. 28 (1961)
- Variationer for viola solo, op. 29 (1961)
- Pagen højt på tårnet sad, op. 30 (tekst: J.P. Jacobsen – 1963)
- Suite IV for lille orkester, op. 31 (1964)
- Strandsten for orkester, op. 32 (1965)
- Sonate for violin og klaver, op. 33 (1978)
- Trio for fløjte, violin og viola, op. 34 (1978)
- Suite V for orkester, op. 35 (1980)
- Sonate for violin solo, op. 36 (1979)
- Koncert for violin og strygeorkester, op. 37 (1979)
- Kvintet for blæsere, op. 38 (1980)
- Duo for violin og viola, op. 39 (1980)
- Kvintet for messingblæsere, op. 40 (1980)
- Trio for violin, cello og klaver, op. 41 (1981)
- Homo Ludens, op. 42 (1981)
- Sonate nr. 2 for violin og klaver, op. 43 (1982/84)
- Concertino for klaver og strygere, op. 44 (1982)
- 2 Sange: Den blinde piges forår + Ode til den menneskelige stemme, op. 45 (tekst: L.C. Nielsen – 1983)
- Strygekvartet, op. 46 (1983)
- 3 Sange for sopran og klaver, op. 47 (tekst: Paul la Cour – 1983)
- Sonate nr. 3 for violin og klaver, op. 48 (1984)
- Duo concertante for fløjte og violin, op. 49 (1984)
- Suite VI for orkester, Halkyoniske dage, op 50 (1985)
- Trio for violin, viola og klaver, op. 51 (1985)
- Sonate nr. 2 for soloviolin, op. 52 (1985)
- Seks blokfløjtekvartetter, op. 53 (1986/87)
- Sonate for viola solo, op. 54 (1986)
- Sonate for fløjte og violin (1986)
- Sonate nr. 2 for viola og klaver, op. 55 (1986)
- 3 Sommersange for blandet kor, op. 56 (tekst: Thøger Larsen – 1987)
- Trio for fløjte, viola og harpe, op. 57 (1987)
- Mutationer – variationer for strygeorkester, op. 58 (1987)
- Sonate nr. 4 for violin og klaver (1988)
- Trilogi for fagot og klaver, op. 60 (1988)
- Sonate for violin og cembalo, op. 61 (1989)
- Sommerdage, Divertimento for harmoniorkester op. 62 (1990)
- Duo concertante for violin og mandolin, op. 63 (1990)
- Tanketråde – 3 klaverstykker, op. 64 (1991)
- Musik for strygere plus 10 blæsere, op. 65 (1992)
- Intermezzo for violin og piano, op. 66 (1992)

## Eksterne kilder og henvisninger
- Det Virtuelle Musikbibliotek
- Edition S
- Værkfortegnelse på SNYK Arkiveret 21. februar 2014 hos  Wayback Machine.
- Walther G. Jensen på Internet Movie Database (engelsk)
- Walther G. Jensen på Filmdatabasen
- Walther G. Jensen på danskefilm.dk
- Walther G. Jensen på danskfilmogtv.dk
- Walther G. Jensen på Scope
- Walther G. Jensen på The Movie Database (engelsk)